# Ворона гайнанська
Ворона гайнанська (Corvus torquatus) — вид горобцеподібних птахів роду Крук (Corvus) родини Воронові (Corvidae).

## Опис
Приблизно такого ж розміру або трохи більше (52-55 см в довжину), як Corvus corone, з пропорційно трохи більшими крилами, хвостом і дзьобом. Красивий птах, що має глянсово-чорне оперенням окрім задньої частини шиї і верхньої частини спини (мантії), і широкі смуги навколо нижньої частини грудей, що є білими. Дзьоб, ноги і ступні чорні.

## Біологія
Їжу знаходить головним чином на землі: комахи, молюски та інші безхребетні (навіть у мілкій воді), зерно, особливо рис, і також шукає серед сміття підхожі харчі, залишені людьми. Здається, збирає менше падла, ніж інші види, але, якщо виникне можливість, також братиме яйця і пташенят.
Гніздо зазвичай будує на дереві, оштукатурене глиною; відкладає, як правило, 3-4 яйця.

## Поширення та умови існування
Країни проживання: Китай, Гонконг, В'єтнам. Живе у відкритих районах з рідкісними деревами, особливо поблизу води і найбільш часто близько до узбережжя. Зустрічається в ряді ключових орнітологічних територій і ночує в глибокій затоці (Гонконг), перебуває під постійним контролем з боку персоналу WWF. 
Вид, як правило, уникає великих і малих міст, віддає перевагу сільській місцевості.

## Загрози та охорона
Ймовірно, чисельність знижується в результаті інтенсифікації сільського господарства, зокрема надмірного використання пестицидів і збільшення гризунів, які вбивають більшість потенційного видобутку безхребетних і хребетних. Пряме переслідування людьми, включаючи відстріл, швидше за все, посилили спад.